# Piasek Mały
Piasek Mały – wieś w Polsce położona w województwie świętokrzyskim, w powiecie buskim, w gminie Solec-Zdrój.
W latach 1975–1998 miejscowość administracyjnie należała do województwa kieleckiego.
Przez wieś przechodzi  czerwony szlak turystyczny z Buska-Zdroju do miejscowości Solec-Zdrój.

## Części miejscowości
| SIMC    | Nazwa       | Rodzaj     |
| ------- | ----------- | ---------- |
| 0270900 | Czarny Gaj  | kolonia    |
| 0270917 | Kaczmarówka | przysiółek |
| 0270923 | Pod Lasem   | część wsi  |
| 0270930 | Podkopce    | kolonia    |
| 0270946 | Sudołówka   | przysiółek |
| 0270952 | Zakupnicy   | przysiółek |